# Sport dell'aria ai Giochi mondiali 2022
Le competizioni di sport dell'aria ai Giochi mondiali 2022 si sono svolte dal 9 al 12 luglio 2022 al Barber Motorsports Park di Birmingham in Alabama, negli Stati Uniti d'America. L'evento era originariamente stato calendarizzato nel luglio 2021, ma i Giochi mondiali sono stati riprogrammati per l'anno successivo a seguito del rinvio dei Giochi olimpici estivi di Tokyo 2020, dovuto all'insorgere dell'emergenza sanitaria causata dalla pandemia di COVID-19.

## Podi
| Specialità               | Oro               | Argento        | Bronzo               |
| Drone racing (dettagli)  | Killian Rousseau  | Paweł Laszczak | Álex Zamora          |
| Paracadutismo (dettagli) | Cédric Veiga Rios | Nick Batsch    | Abdulbari Al-Qubaisi |

## Medagliere
| Posiz. | Nazione             | Oro | Argento | Bronzo | Totale |
| ------ | ------------------- | --- | ------- | ------ | ------ |
| 1      | Francia             | 2   | 0       | 0      | 2      |
| 2      | Polonia             | 0   | 1       | 0      | 1      |
| 2      | Stati Uniti         | 0   | 1       | 0      | 1      |
| 4      | Spagna              | 0   | 0       | 1      | 1      |
| 4      | Emirati Arabi Uniti | 0   | 0       | 1      | 1      |
| Totale | Totale              | 2   | 2       | 2      | 6      |